# Casa Josep Rahola
La Casa Josep Rahola és una obra de Cadaqués (Alt Empordà) inclosa a l'Inventari del Patrimoni Arquitectònic de Catalunya.

## Descripció
Situada dins del nucli antic de la població, davant de la plaça Frederic Rahola o de ses Herbes i de la platja Gran.
Edifici entre mitgeres de planta rectangular, amb coberta a dues vessants de teula, format per planta baixa, dos pisos d'alçada i altell, construït posteriorment. La façana de mar presenta a la planta baixa dos grans portals d'arc rebaixat bastits amb carreus de pedra. A cada pis hi ha dos finestrals emmarcats en pedra, amb sortida a dos balcons correguts amb llosanes motllurades de mides molt grans, i baranes de ferro. L'altell es troba retirat de la línia de façana, evitant així un impacte visual que trencaria l'harmonia del conjunt. El coronament de la façana presenta una motllura correguda de les mateixes característiques que les dues llosanes, damunt la qual hi ha una línia de teula tortugada vidrada de color verd.
La resta del parament de l'edifici es troba arrebossat i pintat de color blanc.